# Atimiliopsis
Atimiliopsis is een kevergeslacht uit de familie van de boktorren (Cerambycidae). De wetenschappelijke naam van het geslacht werd voor het eerst geldig gepubliceerd in 1974 door Breuning.

## Soorten
Atimiliopsis is monotypisch en omvat slechts de volgende soort:
- Atimiliopsis ochripennis Breuning, 1974